# 和賀・稗貫一揆
和賀・稗貫一揆（わが・ひえぬきいっき）は、天正18年（1590年）、奥州仕置に反発した陸奥国の国人領主が仕置軍（豊臣政権）に対して起こした反乱のことである。慶長の和賀氏の一揆については「岩崎一揆」を参照のこと。

## 概略

### 背景
豊臣秀吉は天正18年、小田原征伐の軍を起こした。関東、奥羽の領主、大名たちは続々と小田原に参陣し秀吉軍に加わったが、小田原に参陣しなかった結城義親、石川昭光、江刺重恒、葛西晴信、大崎義隆、和賀義忠、稗貫広忠（家法・重綱）らは、その後の奥州仕置によって所領没収、城地追放の処分となった。
稗貫氏が城地を追放された後の鳥谷ヶ崎城（後の花巻城）には、秀吉の奉行である浅野長政が入城して諸将に号令し、奥州仕置軍は平泉周辺まで進撃して和賀氏ら在地領主の諸城を制圧した。浅野長政の家臣が代官として進駐し新体制への移行が進められ、検地などを行ったあと、郡代、代官を残して奥州仕置軍は引き揚げた。

### 一揆の発生
検地に対して不満を抱いた大崎氏、葛西氏、胆沢郡の柏山氏ら没落大名の旧臣、農民らが、奥州仕置軍が帰るや10月に一揆を結んで各地で蜂起し、木村吉清ら秀吉の派遣武将を討ち、勢いを振るった。この時、和賀郡や稗貫郡でもこの騒動（葛西大崎一揆）に協調して和賀義忠、稗貫広忠らが蜂起した。
一揆勢は、10月23日（または10月28日）和賀氏の元居城であった二子城（現在の岩手県北上市二子町）の浅野長政代官・後藤半七を急襲して攻略し、和賀氏の旧領を奪回した。その勢いで鳥谷ヶ崎城を2千余名が包囲した。一揆勢2千は少し前まで現役の士卒で土民の一揆よりはるかに戦慣れしており、それに対し鳥谷ヶ崎城代官・浅野重吉の城兵はわずか100騎と足軽150人ほどしかいなかったが、城が天然の要害の地にありなかなか落城しなかった。
秀吉から北奥に領地を安堵されていた南部信直は不来方城（後の盛岡城）に軍勢を集結させて、自らが500騎ほど引き連れて鳥谷ヶ崎城へ救援に駆け付け11月7日城を包囲している一揆勢に攻撃をしかけ囲みを解いた。
南部軍は鳥谷ヶ崎に一旦入城したが積雪期が近づき、冬に城を護り通すのは困難であると判断、城を捨てて浅野重吉らを連れ南部氏居城の三戸城に撤退した。
結果、鳥谷ヶ崎城含め稗貫氏の旧領も一揆勢の手に渡った。
こうして豊臣政権が奥羽に派遣した郡代、代官は悉く、旧領主の軍勢によって駆逐された。

### 再仕置軍の侵攻
これら大規模な一揆と翌天正19年（1591年）南部領内で火を噴いた九戸政実の乱の鎮圧のため、秀吉は天正19年6月20日号令をかけて奥州再仕置軍を編成した。白河口には豊臣秀次を総大将に率いられた3万の兵に徳川家康が加わり、仙北口には上杉景勝、大谷吉継が、津軽方面には前田利家、前田利長が、相馬口には石田三成、佐竹義重、宇都宮国綱が当てられ、伊達政宗、最上義光、小野寺義道、戸沢光盛、秋田実季、津軽為信らにはこれら諸将の指揮下に入るよう指示している。奥州再仕置軍は奥羽に侵攻し、蒲生氏郷や浅野長政と合流して一揆を平定しながら北進した。
和賀氏らも頑強に抵抗したものの、再仕置軍に鎮圧された。和賀義忠は逃走の途中で土民に殺害されたという。その後この領地は南部信直に与えられ、和賀氏、稗貫氏は没落していった。
これを恨んだ和賀忠親（和賀義忠の子）は、のちに再び一揆を起こすこととなる（岩崎一揆）。
南部信直は重臣の北秀愛を和賀稗貫8千石の城代とし、北秀愛は鳥谷ヶ崎城を花巻城と改名している。